# Коль, Гельмут
Ге́льмут Йо́зеф Михаэ́ль Коль (нем. Helmut Josef Michael Kohl; 3 апреля 1930, Людвигсхафен-на-Рейне, Веймарская республика — 16 июня 2017, Людвигсхафен-на-Рейне, ФРГ) — немецкий государственный и политический деятель. Федеральный канцлер Германии (1982—1998). Во главе ФРГ Гельмут Коль сыграл огромную роль в процессе объединения Европы и Германии и в прекращении холодной войны. Председатель Христианско-демократического союза (1973—1998). Находился на посту канцлера 16 лет и 26 дней — дольше всех в истории Германии.

## Биография
Сын чиновника финансового управления родом из Баварии Ганса Коля (1887—1975) и его жены Цецилии (1890—1979); третий ребёнок в их семье, придерживавшейся консервативно-буржуазных взглядов и католического вероисповедания. Его старший брат погиб во Второй мировой войне. В ее конце Гельмут Коль был также мобилизован в ПВО помощником на зенитке, но в военных действиях ему участвовать не пришлось.
Вырос он в Людвигсхафене. В 1950 году поступил на юридический факультет Франкфуртского университета, а в 1951 году перешёл в Гейдельбергский университет, где изучал историю и общественно-политические науки.
По окончании учебы в 1956 году работал научным сотрудником в Институте имени Альфреда Вебера при Гейдельбергском университете. В 1958 году защитил диссертацию на степень доктора философии на тему «Политическое развитие Пфальца и возрождение партий после 1945 года». Вслед за этим получил должность ассистента директората на литейном заводе в Людвигсхафене, а в 1959 году перешёл референтом в Союз химической промышленности в Людвигсхафене. В 1960 году женился на переводчице Ханнелоре Реннер, с которой был знаком с 1948 года. В браке родились два сына. 5 июля 2001 года в возрасте 68 лет Ханнелоре Коль, тяжело страдавшая от аллергии на дневной свет, покончила жизнь самоубийством.
4 марта 2004 года, спустя пять с лишним лет после завершения своей политической карьеры Гельмут Коль выпустил первую часть своих мемуаров, озаглавленных «Воспоминания, 1930—1982» и посвящённых памяти своей супруги Ханнелоре Коль. «Без неё, без моей Ханнелоре, все мои успехи и достижения были бы невозможны», — пишет Гельмут Коль. Вторая часть, охватывающая период нахождения у власти до 1990 года, появилась 3 ноября 2005 года, а третья часть, заканчивающаяся 1994 годом, — 16 ноября 2007 года. Планируется выход четвёртой части мемуаров[когда?].
8 мая 2008 года 78-летний Гельмут Коль женился во второй раз. Его избранницей стала 44-летняя Майке Рихтер, дипломированный экономист, работавшая с 1994 по 1998 год в экономическом отделе ведомства федерального канцлера. Скромная церемония бракосочетания состоялась в присутствии близких друзей в больнице Гейдельберга, где Коль проходил реабилитацию после травмы головы вследствие падения.
Гельмут Коль скончался 16 июня 2017 года на 88-м году жизни.
Официальная церемония прощания прошла 1 июля в здании Европейского парламента в Страсбурге (Франция). На ней выступили канцлер Германии Ангела Меркель, бывший Президент США Билл Клинтон, а также Председатель Правительства РФ Дмитрий Медведев. Согласно завещанию, прах похоронен в Шпайере (Германия).

## Политическая карьера
Гельмут Коль вступил в Христианско-демократический союз ещё в школе, в 1946 году стал соучредителем «Молодёжного союза» в своём родном Людвигсхафене. Во время учёбы в университете Коль продолжал заниматься политикой. В 1953 году он стал членом правления ХДС в Рейнланд-Пфальце, в 1954 году был избран заместителем председателя отделения «Молодёжного союза» в Рейнланд-Пфальце, а в 1955 году вошёл в состав правления ХДС в Рейнланд-Пфальце. В 1959 году Гельмут Коль занял пост председателя районного отделения ХДС в Людвигсхафене, в 1960—1969 годах руководил фракцией ХДС в городском совете Людвигсхафена. В 1963 году Коль назначается председателем фракции в ландтаге Рейнланд-Пфальца, а с марта 1966 по сентябрь 1974 года находится на посту председателя отделения ХДС в Рейнланд-Пфальце. С 1966 года Гельмут Коль — член федерального правления ХДС, в 1968 году получил пост заместителя председателя партии ХДС. В политической карьере Гельмута Коля важную роль сыграл разбогатевший во времена национал-социализма и Второй мировой войны промышленник Фриц Рис.

### Премьер-министр
В 1966 году был избран председателем партии ХДС в Рейнланд-Пфальце. В 1969—1976 занимал пост премьер-министра земли. При Гельмуте Коле в земле прошла местная административная реформа и был учреждён Университет Трира — Кайзерслаутерна (ныне Трирский университет и Технический университет Кайзерслаутерна).
В 1971 году Гельмут Коль проиграл на выборах председателя ХДС Райнеру Барцелю. В 1973 году, спустя год после неудавшейся попытки Барцеля вынести вотум недоверия федеральному канцлеру Вилли Брандту, Коль сменил Барцеля на посту председателя ХДС и сохранил этот пост за собой до 7 ноября 1998 года.

### Лидер оппозиции
На выборах в бундестаг 1976 года Гельмут Коль впервые выдвигался на пост канцлера от своей партии. Блок ХДС/ХСС получил на выборах 48,6 % голосов (лучших результатов блок добивался до этого лишь однажды), но тем не менее проиграл выборы, и к власти пришла социально-либеральная коалиция. После выборов Коль ушёл в отставку с поста премьер-министра и возглавил фракцию ХДС/ХСС в бундестаге. Его преемником на посту премьер-министра стал 2 декабря 1976 года Бернхард Фогель. После неудачных выборов Христианско-социальный союз принял решение о роспуске объединённой фракции, однако Коль сумел сохранить фракционное единство, согласившись на кандидатуру председателя ХСС Франца Йозефа Штрауса на пост канцлера на выборах в бундестаг 1980 года. После поражения на этих выборах Штраус вернулся в Баварию, а Коль продолжил руководство оппозиционной фракцией бундестага. Коль был депутатом бундестага с 1976 по 2002 годы.

### Федеральный канцлер
После распада 17 сентября 1982 года социально-либеральной коалиции федерального канцлера Гельмута Шмидта, вызванного серьёзными разногласиями по вопросам экономической политики ФРГ, 20 сентября 1982 года начались переговоры о создании коалиции между Свободной демократической партией и Христианско-демократическим союзом. Поводом для разрыва послужил стратегический документ СвДП, разработанный графом Отто Ламбсдорфом, придерживавшимся неолиберальных позиций в отношении реформы рынка труда.
Гельмут Коль был избран федеральным канцлером ФРГ 1 октября 1982 года в ходе первого в истории бундестага удавшегося конструктивного вотума недоверия действующему федеральному канцлеру Гельмуту Шмидту. Федеральным министром иностранных дел, как и в социал-либеральной коалиции, стал Ганс-Дитрих Геншер. Смена коалиции вызвала дебаты внутри Свободной демократической партии. Гельмут Коль пришёл к власти не в ходе обычных выборов в бундестаг, и для обретения легитимности Коль решился на рискованный шаг: он поставил перед бундестагом вопрос о доверии себе, решение по которому должно было приниматься 17 декабря 1982 года. После того, как правительственная коалиция за день до этого значительным большинством приняла бюджет страны на 1983 год, большая часть депутатов правительственной коалиции согласованно воздержалась при голосовании, за счёт чего был получен желаемый результат — отсутствие большинства голосов, при котором президент ФРГ получает возможность предложить роспуск парламента. После длительных раздумий президент ФРГ Карл Карстенс в январе 1983 года принял решение о роспуске бундестага и назначении новых выборов на 6 марта 1983 года. Несколько депутатов бундестага попытались обжаловать это решение в Конституционном суде, но суд вынес решение о конституционности роспуска бундестага.
На выборах 6 марта 1983 года коалиция ХДС/ХСС и СвДП победила. Гельмут Коль, чья кандидатура в период с 1976 по 1998 годы выдвигалась на пост федерального канцлера шесть раз, добился лучших для себя результатов на выборах. Кандидатом на пост канцлера от СДПГ был бывший федеральный министр юстиции и обер-бургомистр Мюнхена Ганс-Йохен Фогель.
22 сентября 1984 года состоялась знаменательная встреча Гельмута Коля и президента Франции Франсуа Миттерана, прибывших на поле битвы при Вердене, чтобы вместе вспомнить павших в сражении. Фотография их рукопожатия стала символом примирения немцев и французов. В последующие годы у Коля и Миттерана сложились особо доверительные отношения. Такие шаги в продвижении к европейскому единству, как Маастрихтский договор, а затем ввод единой европейской валюты стали результатом в том числе этого тесного франко-германского сотрудничества.
Юрген Кока отмечал также: "В политические планы правительства Коля, пришедшего к власти в 1982 году, входила и попытка предпринять в стране интеллектуальный и моральный переворот. Из этого мало что вышло".
Гельмут Коль оказался замешанным в афере Флика в связи с взятками, проводившимися концерном Флика политикам в ФРГ и финансированием секретных служб, вызывался в соответствующую комиссию бундестага по расследованию для дачи показаний.
На выборах в бундестаг 1987 года Гельмуту Колю проиграл премьер-министр Северного Рейна — Вестфалии Йоханнес Рау.
После наметившихся демократических изменений в ГДР и падения Берлинской стены 9 ноября 1989 года Гельмут Коль без предварительного согласования с партнёрами по коалиции выступил в бундестаге с программой по преодолению раздела Германии и Европы, состоявшей из десяти пунктов. Уже 18 мая 1990 года был подписан Государственный договор о валютном, экономическом и социальном союзе между ФРГ и ГДР. Несмотря на сопротивление президента Бундесбанка Карла Отто Пёля, Коль добился, чтобы в нём был зафиксирован курс обмена один к одному марки ГДР на немецкую марку для зарплат, арендной платы и пенсий. Это легло впоследствии тяжёлым бременем на предприятия в новых федеральных землях. На переговорах в формате «два плюс четыре» вместе с министром иностранных дел Гансом-Дитрихом Геншером Гельмут Коль добился согласия держав-победительниц во Второй мировой войне на объединение Германии, выраженного в Договоре «Два плюс четыре» и включением объединённой Германии в блок НАТО.
Объединение Германии весьма положительно отразилось на дальнейшей карьере Коля на посту федерального канцлера, которая, возможно, без него не продлилась бы столь долго. В 1989 году на партийном съезде в Бремене Колю с большим трудом удалось предотвратить «попытку путча» со стороны своей внутрипартийной оппозиции в лице Хайнера Гайслера, Риты Зюсмут и Лотара Шпета. Колю не благоволила М. Тэтчер, полагавшая, что у него проявляются диктаторские замашки.
17 января 1991 года Коль в третий раз избран федеральным канцлером Германии после победы над своим соперником из СДПГ премьер-министром Саара Оскаром Лафонтеном и стал первым федеральным канцлером объединённой Германии.
После сложной победы на выборах в бундестаг 1994 года Коль вновь становится федеральным канцлером. В этот раз на выборах от СДПГ ему противостоял премьер-министр Рейнланд-Пфальца Рудольф Шарпинг. Следующие годы ознаменовались скорее внешнеполитическими успехами: во Франкфурте-на-Майне разместился созданный Европейский центральный банк, ввод евро. Во внутриполитической жизни в деятельности правительства Коля наступил период затишья, вызванный ограниченными возможностями федерального правительства из-за преобладания в бундесрате социал-демократов, что закончилось в конечном итоге поражением ХДС на выборах в бундестаг 1998 года.
На этих выборах победила Социал-демократическая партия во главе с премьер-министром федеральной земли Нижняя Саксония Герхардом Шрёдером. Христианско-либеральная коалиция сменилась красно-зелёной. 26 октября президент ФРГ Роман Герцог освободил Гельмута Коля от должности федерального канцлера. На выборах в бундестаг 2002 года Гельмут Коль не баллотировался.

### Скандал с незаконным финансированием ХДС
Скандал с незаконным финансированием ХДС разразился после парламентских выборов 1998 года, когда стало известно, что Гельмут Коль, несмотря на свои обязательства, прописанные в подписанном им в его бытность федеральным канцлером Законе о политических партиях, утаил полученные партией финансовые средства в размере от полутора до двух миллионов немецких марок. Коль никогда не давал никаких комментариев по этому вопросу кроме объяснения, что он получил денежные средства от спонсоров, которым он дал своё слово не разглашать их имён, что противоречит закону и в своё время подверглось резкой критике со стороны общественности. Специальная комиссия бундестага занималась расследованием произошедшего с декабря 1999 года по июнь 2002 года, что сопровождалось бурными изменениями внутри ХДС. 18 января 2000 года в связи со своим участием в афере с финансовыми средствами ХДС, Гельмут Коль был вынужден уйти с поста почётного председателя партии.

## Досье на Коля в Штази
В сентябре 2003 года Административный суд Берлина постановил, что запрет на публикацию досье на Коля, собранного восточногерманской разведкой Штази, следует отменить. По апелляции Коля в июне 2004 года Федеральный административный суд решил:
- Новая редакция закона, разрешающая доступ к досье Штази на известных немецких политиков, открывает доступ к архивам, но только для исследователей, занимающихся историей Штази. При этом исследователи, получившие такой доступ, обязаны гарантировать, что полученная ими информация о личной жизни не будет опубликована или передана третьим лицам;
- Запрещается обнародовать информацию о частной жизни публичных персон, полученную из аудиозаписей (стенограмм аудиозаписей) незаконной «прослушки» в частных или официальных помещениях, а также из основанных на этих аудиозаписях (стенограммах аудиозаписей) внутренних отчетов Штази;
- Ограничен доступ ко всей информации, собранной путем шпионажа;
- Запрещено без письменного согласия пострадавшего физического лица публиковать личную информацию о нем или передавать её в образовательных целях.

## Награды
Награды Германии
| Страна           | Дата             | Награда                                                   | Награда                                                     | Литеры |
| ---------------- | ---------------- | --------------------------------------------------------- | ----------------------------------------------------------- | ------ |
| Германия         | 29 сентября 1998 | Кавалер Большого креста 1 класса в специальном исполнении | ордена «За заслуги перед Федеративной Республикой Германия» |        |
| Германия         | 1979 — 1998      | Кавалер Большого креста 1 класса                          | ордена «За заслуги перед Федеративной Республикой Германия» |        |
| Германия         | 1975 — 1979      | Большой крест со звездой и плечевой лентой                | ордена «За заслуги перед Федеративной Республикой Германия» |        |
| Германия         | 1973 — 1975      | Кавалер Большого офицерского креста                       | ордена «За заслуги перед Федеративной Республикой Германия» |        |
| Германия         | 1970 — 1973      | Кавалер Командорского креста                              | ордена «За заслуги перед Федеративной Республикой Германия» |        |
| Бавария          | 1994             | Кавалер Баварского ордена «За заслуги»                    | Кавалер Баварского ордена «За заслуги»                      |        |
| Баден-Вюртемберг | 24 апреля 1999   | Кавалер ордена Заслуг земли Баден-Вюртемберг              | Кавалер ордена Заслуг земли Баден-Вюртемберг                |        |

Награды иностранных государств
| Страна           | Дата вручения  | Награда                                                                    | Награда                                                                    | Литеры |
| ---------------- | -------------- | -------------------------------------------------------------------------- | -------------------------------------------------------------------------- | ------ |
| Италия           | 3 июня 1977    | Кавалер Большого креста ордена «За заслуги перед Итальянской Республикой»  | Кавалер Большого креста ордена «За заслуги перед Итальянской Республикой»  |        |
| Португалия       | 1984           | Кавалер Большого креста ордена Христа                                      | Кавалер Большого креста ордена Христа                                      | GCC    |
| Португалия       | 1988           | Кавалер Большого креста ордена Инфанта дона Энрике                         | Кавалер Большого креста ордена Инфанта дона Энрике                         | GCIH   |
| Европейский союз | 1988           | Лауреат Международной премии Карла Великого                                | Лауреат Международной премии Карла Великого                                |        |
| Испания          | 1996           | Лауреат премии Принца Астурийского за международное сотрудничество         | Лауреат премии Принца Астурийского за международное сотрудничество         |        |
| Марокко          | 1996           | Кавалер Большой ленты ордена Алауитского трона                             | Кавалер Большой ленты ордена Алауитского трона                             |        |
| Польша           | 27 апреля 1998 | Кавалер ордена Белого орла                                                 | Кавалер ордена Белого орла                                                 |        |
| Нидерланды       | 1999           | Кавалер Большого креста ордена Нидерландского льва                         | Кавалер Большого креста ордена Нидерландского льва                         |        |
| Бельгия          | 1999           | Гранд-офицер ордена Леопольда I                                            | Гранд-офицер ордена Леопольда I                                            |        |
| США              | 1999           | Президентская медаль Свободы                                               | Президентская медаль Свободы                                               |        |
| МОК              | 1999           | Золотой олимпийский орден                                                  | Золотой олимпийский орден                                                  |        |
| Словения         | 2005           | Кавалер ордена «За исключительные заслуги»                                 | Кавалер ордена «За исключительные заслуги»                                 |        |
| Эстония          | 2006           | Кавалер Большого креста ордена Креста земли Марии                          | Кавалер Большого креста ордена Креста земли Марии                          |        |
| Хорватия         | 2010           | Кавалер Большого ордена Королевы Елены с лентой и большой утренней Звездой | Кавалер Большого ордена Королевы Елены с лентой и большой утренней Звездой |        |

- Tanner Lecturer[англ.]

## Публикации
- Die politische Entwicklung in der Pfalz und das Wiedererstehen der Parteien nach 1945. Dissertation, Universität Heidelberg 1958
- Zwischen Ideologie und Pragmatismus. Aspekte und Ansichten zu Grundfragen der Politik. Verlag Bonn Aktuell, Stuttgart 1973, ISBN 3-87959-014-1
- Konrad Adenauer 1876/1976. Belser, Stuttgart 1976, ISBN 3-7630-1163-3
- Reden und Berichte der Bundesregierung. Presse- und Informationsamt der Bundesregierung, Bonn
- Die Deutsche Einheit. Reden und Gespräche. Lübbe, Bergisch Gladbach 1992, ISBN 3-7857-0665-0
- Der Kurs der CDU. Reden und Beiträge des Bundesvorsitzenden 1973—1993. Hrsg. von Peter Hintze und Gerd Langguth. DVA, Stuttgart 1993, ISBN 3-421-06659-0
- Ich wollte Deutschlands Einheit. Bearbeitet von Kai Diekmann und Ralf Georg Reuth. Ullstein, Berlin 1998, ISBN 3-548-33241-2
- Mein Tagebuch 1998—2000. Droemer Knaur, München 2000, ISBN 3-426-27241-5
- Erinnerungen. 1930—1982. Droemer Knaur, München 2004, ISBN 3-426-27218-0
- Erinnerungen. 1982—1990. Droemer Knaur, München 2005, ISBN 3-426-27320-9
- Erinnerungen. 1990—1994. Droemer Knaur, München 2007, ISBN 3-426-27408-6